# Thorsten Dietz
Thorsten Dietz (* 1. März 1971 in Wattenscheid) ist ein deutscher evangelischer Theologe. Er lehrte bis 2022 als Professor für Systematische Theologie an der Evangelischen Hochschule Tabor und ist Privatdozent an der Universität Marburg.

## Leben
Thorsten Dietz studierte Theologie, Philosophie und Germanistik in Münster, Tübingen und Marburg. Angeregt durch die Bücher Dostojewskis setzte sich Dietz, der seit seiner Jugend Atheist gewesen war, ernsthaft mit dem Christentum auseinander und entwickelte während seines Studiums einen persönlichen Glauben. Insbesondere in den Jahren 1993 bis 2007 publizierte er mehrere Artikel in der theologischen Zeitschrift ichthys. 2002 legte er sein zweites kirchliches Examen ab und war anschließend bis 2005 als Vikar und Pfarrer zur Anstellung in Castrop-Rauxel tätig.
Von 2005 bis 2022 war Dietz Dozent an der Evangelischen Hochschule Tabor in Marburg. 2008 wurde er am Fachbereich Evangelische Theologie der Philipps-Universität Marburg mit einer Dissertation über den Begriff der Furcht bei Martin Luther zum Dr. theol. promoviert. Für seine Dissertation wurde er 2010 mit dem Martin-Luther-Preis für den akademischen Nachwuchs der Luther-Gesellschaft ausgezeichnet. Im Jahre 2011 erhielt Dietz eine Professur an der Evangelischen Hochschule Tabor. 2014 erfolgte seine Habilitation an der Universität Marburg für das Fach Systematische Theologie mit einer Arbeit zum Thema „Religiöse Gefühle“, und er erhielt ebenda eine Privatdozentur im Fachbereich Evangelische Theologie. 2016 wurde Dietz als ständiger Gast in die Kammer für Theologie der Evangelischen Kirche in Deutschland berufen. Seit 2020 ist er Mitglied des Trägervereins des ERF und zählt zu den Hauptreferenten bei Worthaus. Im Herbst 2022 beendete Dietz seine Tätigkeit an der Evangelischen Hochschule Tabor und wechselte zum Fokus Theologie der Reformierten Kirche des Kantons Zürich (Schweiz).

## Standpunkte
In Bezug auf Homosexualität vertritt Dietz die Ansicht, es sei auch aus christlicher Sicht ungerecht, homosexuell empfindende Menschen anders zu behandeln als Heterosexuelle, indem man sie auffordert, auf eine sexuell aktive Partnerschaft zu verzichten. In diesem Zusammenhang verwies er unter anderem auf eine Interviewaussage des Generalsekretärs der Weltweiten Evangelischen Allianz, Thomas Schirrmacher. Dieser distanzierte sich jedoch von Dietz’ Position und warnte davor, mit solchen Vorstellungen „die Weltreligionen und die Mehrheit der Weltchristenheit zu bedrängen oder gar zu zwingen, ihre Sichtweise in einer Grundlagenfrage zu ändern“.

## Rezeption
In seinem Buch über Sünde versucht Dietz, dieses klassische christliche Thema auch heutigen Menschen verständlich zu machen, die keine Christen sind. Dieses Anliegen wurde in Rezensionen gewürdigt. Nach Ansicht mancher Kritiker aus dem konservativ-evangelikalen Lager komme jedoch der Aussagegehalt der Bibel bei Dietz nur ansatzweise zur Geltung. Beispielsweise weist Tanja Bittner darauf hin, dass Dietz die Bibel neben andere „Narrative“ (etwa Romane oder Filme) lege. Er stelle Sünde dar als gleichbedeutend mit einem Verstoß gegen die großen Werte „Toleranz, Relativismus oder Selbstwerdung“ – und vernachlässige damit wesentliche Aspekte. 
Franz Graf-Stuhlhofer findet, „Dietz konzentriert sich bei der Betrachtung von Sünde auf den menschlichen Bereich“, und zitiert Dietz: „So verfehlen wir Gott, indem wir uns selbst verfehlen“; Sünde erscheine bei Dietz „nur selten als schuldhafte Abwendung von Gott.“ Graf-Stuhlhofer zieht folgendes Fazit: „Ich finde in seinem Buch gute Fragen, originelle Ansätze, zahlreiche Andeutungen und Umschreibungen, aber keine komprimierte, auf die Bibel als göttliche Offenbarung gestützte Beleuchtung dieses wichtigen Themas.“

## Mitgliedschaften und Gremien
- Wissenschaftliche Gesellschaft für Theologie
- Luther-Gesellschaft
- Karl-Heim-Gesellschaft
- Kammer für Theologie der evangelischen Kirche in Deutschland
- Akademie für Psychotherapie und Seelsorge (APS)

## Publikationen (Auswahl)

### Monografien
- Der Begriff der Furcht bei Luther (= Beiträge zur historischen Theologie. Band 147). Mohr Siebeck, Tübingen 2009, ISBN 978-3-16-149893-0.
- Sünde. Was Menschen heute von Gott trennt. SCM R. Brockhaus, Witten 2016, ISBN 978-3-417-26784-6
- Weiterglauben. Warum man einen großen Gott nicht klein denken kann. Brendow Verlag, Moers 2018, ISBN 978-3-96140-018-8.
- Gott in Game of Thrones. Was rettet uns, wenn der Winter naht? Überraschende Erkenntnisse über die Religionen von Westeros. Adeo Verlag, Aßlar 2020, ISBN 978-3-86334-248-7.
- Menschen mit Mission. Eine Landkarte der evangelikalen Welt. SCM Brockhaus, Witten 2022, ISBN 978-3-417-00015-3.

### Als Mitautor
- mit Tobias Faix: Transformative Ethik – Wege zum Leben. Einführung in eine Ethik zum Selberdenken. Neukirchener Verlag, Neukirchen-Vluyn 2021, ISBN 978-3-7615-6775-3.

### Als Herausgeber
- (mit Harald Matern): Rudolf Otto. Religion und Subjekt (= Christentum und Kultur. Band 12). Theologischer Verlag, Zürich 2012.
- (mit Norbert Schmidt): Wort, Wahrheit, Wirklichkeit. Beiträge zum Gespräch mit Heinzpeter Hempelmann. Gießen 2015.
- (mit Henning Freund): Gebet und Erfahrung (= Schriften der Evangelischen Hochschule Tabor. Band 5). LIT, Berlin 2015.
- Dietrich Bonhoeffer: Theologische Briefe aus „Widerstand und Ergebung“ (= Große Texte der Christenheit. Band 2). Leipzig 2017.

### Vorträge
- Worthaus
  - Ein Gott zum Fürchten? Ein Lebensthema Luthers, gehalten am 15. Mai 2016 in Heidelberg.
  - Die dunkle Seite des Reformators: Luther und die Juden, gehalten am 15. Mai 2016 in Heidelberg.
  - Genderwahn & Gendergaga – Rebellion gegen Gottes gute Schöpfungsordnung?, gehalten am 28. Juli 2016 in Allstedt.
  - Die christliche Gemeinde – der Mann als Gottes Repräsentant, die Frau als schweigende Zuhörerin?, gehalten am 29. Juli 2016 in Allstedt.
  - Der Mann des Weibes Haupt? Gottes Bild eines Ehebundes im 21. Jahrhundert?, gehalten am 30. Juli 2016 in Allstedt.
  - Böse von Jugend auf? Das christliche Menschenbild des Kindes, gehalten am 1. Mai 2017 in Weimar.
  - Wer sein Kind liebt, der züchtigt es? Warum christliche Eltern heute mit gutem Gewissen auf Gewalt in der Erziehung verzichten, gehalten am 1. Mai 2017 in Weimar.
- Predigt bei der Vineyard-Gemeinde Basel, gehalten am 15. Oktober 2017 in Basel.
- Wort und Fleisch ist eine Vortragsreihe als Podcast, die einen Überblick über die aktuelle Kirchengeschichte liefert.

### Podcasts
- mit Martin Christian Hünerhoff: Das Wort und das Fleisch. Ein Atlas der Christenheit.